# Восточная Звезда (посёлок)
Восточная Звезда — посёлок в Верхнеуслонском районе Татарстана. Входит в состав Введенско-Слободского сельского поселения.

## География
Находится к северу от Иннополиса, в 13 км к западу от села Верхний Услон и в 1,5 км от правого берега Волги (Куйбышевское водохранилище).

## История
Основан в 1920-х годах.

## Население
Постоянных жителей было в 1926 — 53, в 1938 — 70, в 1958 — 34, в 1970 — 40, в 1979 — 26, в 1989 — 15. Постоянное население составляло 8 человек (русские 62 %, татары 38 %) в 2002 году, 8 в 2010.